# 판타스틱 포

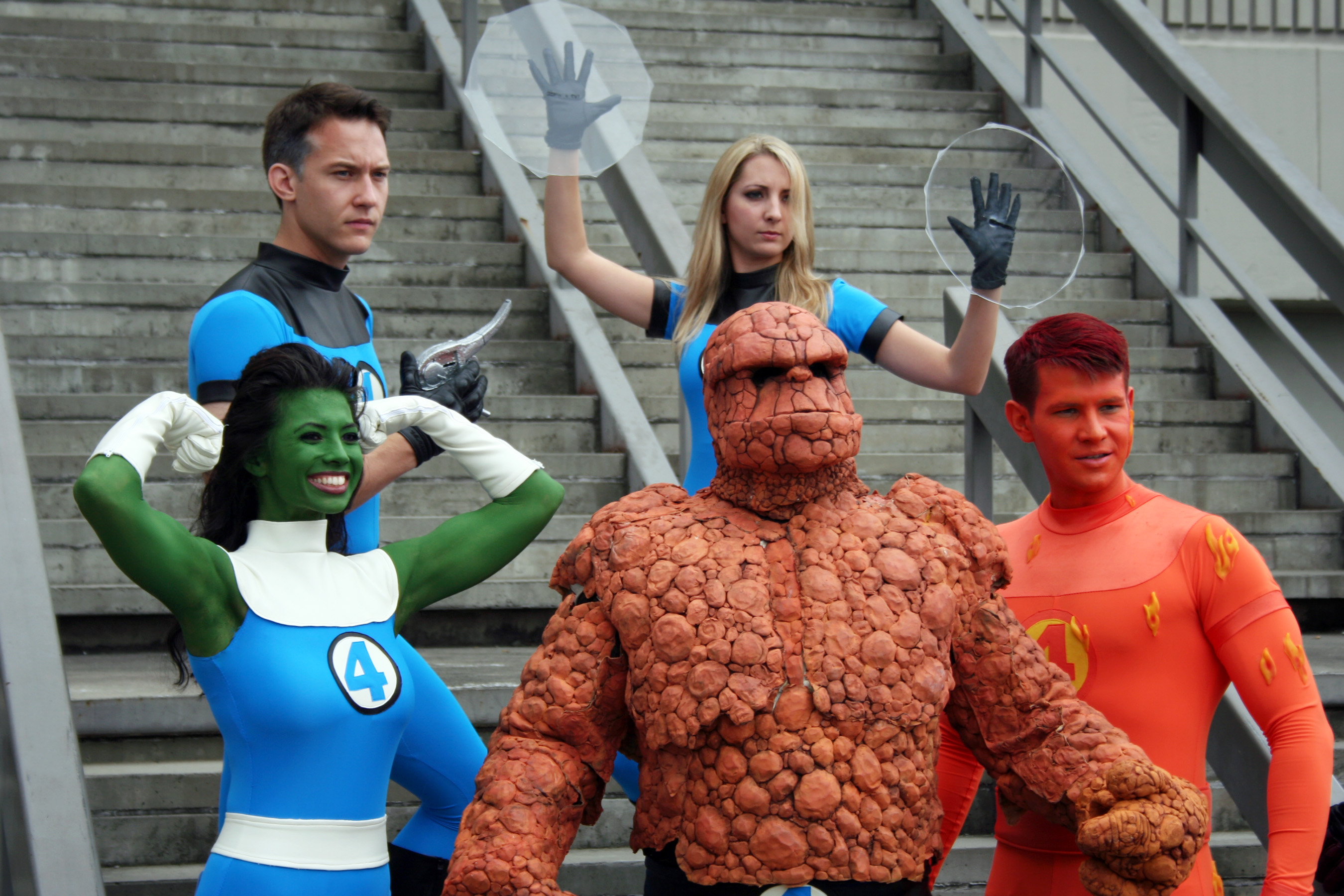

판타스틱 포(Fantastic Four)는 마블 코믹스에 등장하는 슈퍼히어로 팀이다. 또한 그들이 등장하는 만화, 애니메이션, 영화 제목으로도 사용되고있다.

## 멤버

### 주요 멤버
- 미스터 판타스틱
- 인비저블 우먼
- 휴먼 토치
- 싱

### 대체 멤버
- 크리스털
- 메두사
- 루크 케이지
- 노바
- 쉬헐크
- 미즈 마블 / 쉬싱
- 앤트맨
- 나모리타
- 스톰
- 블랙 팬서
- 파워하우스
- 브레인스톰
- 플럭스
- 스파이더맨
- 미스 싱
- 문걸
- 데빌 다이노소어
- 아이스맨

### 뉴 판타스틱 포
- 헐크
- 고스트 라이더
- 스파이더맨
- 울버린
- 슬립워커
- 파워하우스
- 브레인스톰

## 같이 보기
- 판타스틱 4 (2005년 영화)
- 판타스틱 4: 실버 서퍼의 위협
- 판타스틱 4 (2015년 영화)
- 판타스틱 4: 퍼스트 스텝스